# Kevin Peter Hall
Kevin Peter Hall (Pittsburgh, 9 mei 1955 – Hollywood, 10 april 1991) was een Amerikaanse acteur.

## Carrière
Hall startte zijn carrière in de horrorfilm Prophecy uit 1979. In de daarop volgende jaren had hij ook rollen in andere horrorfilms. Vanwege zijn bijzonder grote lengte van 2,18 meter werd Hall vaak gecast als monster.
In 1987 speelde Hall de rol van de predator in de gelijknamige film Predator. Aanvankelijk zou deze rol worden gespeeld door Jean-Claude van Damme, maar de producers wilden een grote verschijning van het buitenaardse wezen. Hall speelde de rol van predator opnieuw in het vervolg uit 1990.
Hij speelde in 1988 een rol in de komediefilm Big Top Pee-wee en had een gastrol in de sciencefictionserie Star Trek: The Next Generation. Hall speelde een terugkerende rol in de sitcom 227, de serie Misfits of Science, en speelde Harry in het eerste jaar van de televisieserie Harry and the Hendersons.
Hall overleed op 35-jarige leeftijd aan de gevolgen van hiv.